# Laurence Voïta
Pour les articles homonymes, voir Voïta.
Laurence Voïta, née à Vevey, est une enseignante et écrivaine vaudoise.

## Biographie
Enseignante de français et d'histoire de l'art au gymnase après des études de lettres à l'Université de Lausanne, Laurence Voïta a été secrétaire générale de la Fondation Vaudoise pour le Cinéma, de 1986 à 1992. En 1999, elle épouse le comédien Michel Voïta. 
En 2006 et 2007, deux de ses scénarios sont réalisés par Daniel Bovard et Michel Voïta puis diffusés à la RTS (à l'époque TSR). 
Elle publie en 2017 son premier roman A cinq heures, au café, paru aux éditions du Cadratin. La même année, elle publie la nouvelle La Lettre de Sophie, suivie en 2018 par la parution d'une première pièce de théâtre, En cachant les œufs, qui sera mise en scène par Michel Voïta au Théâtre Montreux Riviera.
En 2019 paraît aux Editions Romann, son deuxième roman Vers vos vingt ans, inclus dans la collection Romannesque. En 2020, elle publie un nouveau roman policier intitulé ...Au point 1230 qui remporte le Prix du Polar Romand en 2021,,,. 
En 2022, elle publie une pièce de théâtre aux éditions Le Cadratin, En cachant les œufs, et son troisième roman titré Personne ne sait que tu es là,. La même année, une autre de ses comédies, Tout doit disparaître, mise en scène par son époux est jouée à Montreux.
En 2023, le cinquième roman de Laurence Voïta intitulé Aveuglémént parait aux éditions Favre.  
Laurence Voïta vit et travaille à La Tour-de-Peilz.

## Publications
- 2017 : À cinq heures, au café, éditions du Cadratin
- 2019 : Vers vos vingt ans, éditions Romann
- 2020 : ... au point 1230, éditions Romann
- 2022 : Personne ne sait que tu es là, éditions Romann
- 2023 : Aveuglément , éditions Favre
- 2024 : La Gingolaise, éditions Favre